# Сребристо гигантско галаго
Сребристото гигантско галаго (Otolemur monteiri) е вид бозайник от семейство Галагови (Galagidae).

## Разпространение
Видът е разпространен в гората Брахистегия от Ангола до Танзания, Западна Кения и Руанда.